# Sedlatice
Sedlatice település Csehországban, a Jihlavai járásban. Sedlatice Opatov, Hladov, Markvartice, Stará Říše és Předín településekkel határos. Lakosainak száma 57 fő (2024. január 1.).

## Népesség
A település lakosságának változását az alábbi diagram mutatja:
| Lakosok száma | 154  | 153  | 168  | 99   | 102  | 72   | 63   | 61   | 56   | 57   |
|               | 1869 | 1890 | 1921 | 1950 | 1980 | 2001 | 2017 | 2019 | 2022 | 2024 |